# Segregació racial

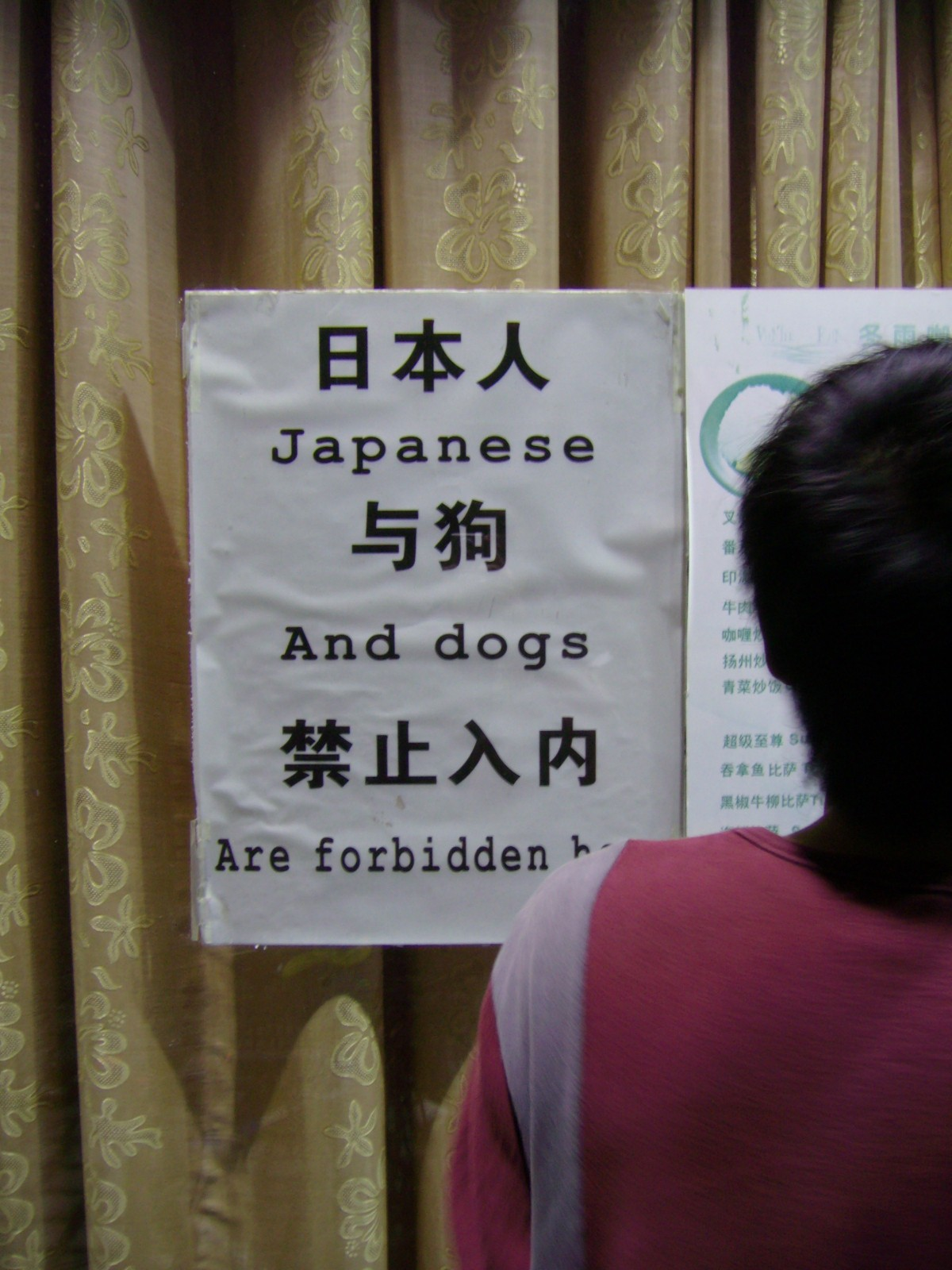
Prohibició expressa d'entrada als japonesos i els gossos en un restaurant de la ciutat xinesa de Canton.

La segregació racial és la separació sistèmica de les persones en grups ètnics o racials en la vida diària. La segregació pot implicar una separació espacial de les races i l'ús obligatori de diferents institucions, com ara escoles i hospitals per part de persones de diferents races. Concretament, pot aplicar-se a activitats com menjar en un restaurant, beure d'una font d'aigua, utilitzar un bany públic, assistir a l'escola, anar al cinema, anar en autobús o en el lloguer o la compra d'una casa o en les habitacions d'un hotel. A més, la segregació sovint permetia un contacte estret en situacions jeràrquiques, com ara permetre a una persona d'una raça treballar com a servent per a un membre d'una altra raça.
La segregació està definida per la Comissió Europea contra el Racisme i la Intolerància com "l'acte pel qual una persona (física o jurídica) separa a altres persones sobre la base d'un dels motius enumerats sense una justificació objectiva i raonable, d'acord amb la definició proposada de discriminació. Com a resultat, l'acte voluntari de separar-se de les altres persones sobre la base d'un dels motius enumerats no constitueix una segregació". Segons el Fòrum de les Nacions Unides sobre les qüestions de minories, "La creació i desenvolupament de classes i escoles que imparteixen educació en idiomes minoritaris no hauria de ser considerada una segregació no permesa, si l'assignació a aquestes classes i escoles és de caràcter voluntari".
La segregació racial ha estat prohibida generalment a tot el món.